# Гравитационо сочиво
Гравитационo сочиво представља материју која својим гравитационим пољем савија простор и мења смер светлости која пролази у близини. Ефекат је аналоган ефекту сочива. То је једно од најзначајнијих предвиђања Ајнштајнове теорије опште релативности је да гравитација савија светлост. Тај ефекат је први пут демонстриран током потпуног помрачења Сунца 1919. године, када је примећено да су звезде у близини Сунца мало померене са својих уобичајених положаја - ефекат који је последица гравитационог привлачења Сунца док је светлост звезда пролазила близу.
Тридесетих година Ајнштајн је предвидео да би расподела масе, која је попут галаксије, могла да делује као гравитационо „сочиво“, не само савијајући светлост већ и искривљујући слике предмета који леже изван изван ње. Ако се неки објекат налази иза масивне галаксије, гледано са Земље, расејана светлост може доћи до Земље дуж више од једне путање. Делујући попут сочива која фокусирају светлост дуж различитих путања, гравитација галаксије може учинити да објекат делује растегнуто или као да светлост долази из више објеката, а не из једног предмета. Светлост објекта може се чак проширити у прстен. Прва гравитациона сочива откривена су 1979. године, када су два квазара откривена врло близу један другог на небу и са сличним растојањима и спектрима. Два квазара су заправо били исти објекат чија је светлост гравитационим утицајем галаксије која се умешала била подељена на два пута.

## Историја
Хенри Кевендиш 1784. (у необјављеном рукопису) и Јохан Георг фон Солднер 1801. (објављено 1804. године) истакли су да Њутнова гравитација предвиђа да ће се звездана светлост савијати око масивног објекта као што је већ претпоставио Исак Њутн 1704. у својим Упитима Бр. 1 у својој књизи Оптика. Исту вредност као Солднерову израчунао је Ајнштајн 1911. само на основу принципа еквиваленције. Међутим, Ајнштајн је приметио 1915. године, у процесу довршавања опште теорије релативности, да је његов (а самим тим и Солднеров) резултат из 1911. само половина тачне вредности. Ајнштајн је постао први који је израчунао тачну вредност за савијање светлости.
Овај ефекат први пут је експериментално истраживао 1919. године тим британских астронома под вођством Артура Едингтона. Они су посматрали помрачење Сунца у нади да ће видети звезду, која се у то време налазила иза Сунца. Показали су да гравитационо поље Сунца закривљује путању светлости у складу са теоријским предвиђањима Ајнштајнове Опште теорије релативности. Тиме је било експериментално доказано закривљавање путање светлости у гравитационом пољу.
Међутим, прво гравитационо сочиво су тек 1979. године открили Денис Валш, Боб Карсвел и Рајан Вејман користећи телескоп Кит Пик Националне Обсерваторије. Они су приметили два идентична тела која су личила на квазаре међусобно удаљене мање од једне лучне секунде. То тело је касније постало познато као Квазари близанци (Twin QSO).

## Опис
У гравитационом пољу које потиче из објекта масе {\displaystyle m} светлост скреће под углом {\displaystyle \theta } одређеним формулом:
{\displaystyle \theta =4m\gamma /(rc^{2})}
, где {\displaystyle \gamma } представља универзалну гравитациону константу, {\displaystyle r} нормално растојање између тежишта тела и правца светлости, на које гравитационо поље делује, док је {\displaystyle c} брзина светлости у вакууму.
Према углу скретања изобличења су поедељена у три групе:
1. веома јака изобличења - јављају се у присустбу веома масивног тела (црне рупе или галаксије), а када су услови повољни могу се јавити тзв. Ајнштајнови прстенови и крстови.
2. слаба изобличења - тешко су видљива. Најчешће настају услед присуства тамне материје у међугалактичном простору.
3. Микроизобличења - тешко се дектетују, а угао скретања {\displaystyle \theta } мањи је од једне лучне секунде.

## Галерија
- Угао скретања светлости у зависности од нормалног растојања тежишта тела и правца светлости
- Помрачење Сунца 1919. године
- Ајнштајнов крст
- Пример слабог гравитационог сочива настало услед гравитационог деловања тамне материје
- Ајнштајнов прстен